# Историја турског писма
Историја турског писма обухвата 4 промене, односно 3 писма која су се користила пре латиничног које је данас званично у употреби. Турски језик као матерњи говори 220 милиона људи, а у географском смислу говори се на површини од 12 милиона км2. Сматра се једним од најстарије писаних језика на свету. Припада алтајској породици језика. Турски језици данас обухватају преко 30 језика који се говоре у источној Европи, средњој Азији и Сибиру. Сматра се да су из алтајске групе језика настали још и тунгуски, монголски, јапански и корејски.

## Турска писма
Кроз историју Турци су настанили 3 континента, подигли многе културне центре и користили различита писма и алфабете. Четири писма која су највише користили су: гоктурско (назива се и Турске руне, од 7 до 8. века), ујгурско у 9. веку, арапско (примањем ислама у 10. веку) и латиница од 1928. године.

### Гоктурско писмо
Турски језик се појављује на историјском плану као државни језик који су основали Гок Турци почетком 6. века. Међутим први примери писаног језика гоктурче датирају од средине 8. века, то су натписи пронађени у областима Јенисеја, Орхона и Таласа. Гоктурски се самим тим сматра и најстаријим турским писмом. Други назив за гоктурско писмо је орхонско писмо. Орхонско писмо због сличности са германским рунама зове се и турке руне. Слова се састоје од правих црта и не везују се. Пишу се здесна налево или одозго надоле. Речи се раздвајају са две тачке (:), има 38 слова, 4 вокала и 34 консонанта. На почетку речи у првом слову не јављају се вокали А и Е.

### Ујгурско писмо
Од 8. века користи се ујгурско писмо на коме је остало доста записаних докумената. Ово писмо води порекло из арамејског, тј. једног семитског алфабета. Овај алфабет није био погодан за турски језик, ипак временом је постао национални алфабет у централној Азији. У 13. веку овај алфабет прихвтају Монголи и он се практично раширио у свим земљама од Монголије до јужне Русије и Персије, ту се и задржао до 18. века, када га је заменио тибетски алфабет. Ујгурски алфабет је имао 18 слова која су се писала здесна налево и на три различита начина у зависности од тога да ли се слова пишу на почетку, у средини или на крају.

### Арапско писмо
Од 9. до 10. века Турци ступају у додир са Арапима, примају ислам и њихово писмо. Прва турска племена која су се исламизирала била су Карахиди. Поред ујгурског писма почели су да користе и арапско писмо, тако да се почетком 11. века јавља нов писани језик - караханијски. Арапско консонантско писмо је имало 28 консонаната.

### Латинично писмо
Гоктурско, ујгурско и арапско писмо спадају у старотурски. Турци 1928. примају латиницу.
Турска ортографија се заснива на фонематском принципу. Знак означава одређену фонему, а не фонетске варијанте. Турски алфабет се састоји из 29 графема (21 консонанта и 8 вокала). Заснован је на мешавини немачког (умлаутовано O и U за представљање "помућених" верзија гласова О и У које и турски језик познаје) и француског алфабета (употреба седиље са словима C и S, додуше да би се представили гласови еквивалентни српским "Ч" и "Ш", употреба слова J за глас "Ж"), уз неколико себи специфичних решења (постојање I са и без тачке, при чему I без тачке представља незаокругљен глас између гласа "У" и старосрпског полугласника, док I са тачком представља нормалан глас "И"; "рогато" G које продужује изговор претходног самогласника, употреба слова C за глас "Џ").  Данас, турски се говори у 34 земље ван Републике Турске, а највише Турака осим у Турској има у свим земљама бивше Југославије, Бугарској, Грчкој, Румунији, на Кипру, у Ираку, Сирији, Русији, Грузији, Кини, али и у земљама западне Европе, посебно у Немачкој (око 1,2 милиона).
| Aa | Bb | Cc | Çç | Dd | Ee | Ff |
| Gg | Ğğ | Hh | Iı | İi | Jj | Kk |
| Ll | Mm | Nn | Oo | Öö | Pp | Rr |
| Ss | Şş | Tt | Uu | Üü | VV | YY |
|    |    |    | Zz |    |    |    |